# Alambur, Nanjangud
Alambur là một làng thuộc tehsil Nanjangud, huyện Mysore, bang Karnataka, Ấn Độ.